# White Oak Springs
White Oak Springs – miasto w Stanach Zjednoczonych, w stanie Wisconsin, w hrabstwie Lafayette.